# Bercsény
Bercsény (1899-ig Szvinna, szlovákul Svinná) község Szlovákiában, a Trencséni kerületben, a Trencséni járásban.

## Fekvése
Trencséntől 18 km-re délkeletre fekszik.

## Története
A 12. században keletkezett falut 1393-ban „Zyne”, 1439-ben „Zwynna” néven említik. A középkorban a Csák nemzetség és a gróf Cseszneky család kezén lévő trencséni várhoz, majd a báni uradalomhoz tartozott. Neve a szláv svinija (= disznó) főnévből származik.
A 18. század végén Vályi András így ír róla: „Szvinna, tót falu, Trencsén vmegyében, Gradna mellett: 261 kath. lak. F. u. a báni uradalom. Ut. p. Nyitra-Zsámbokrét.”
Fényes Elek 1851-ben kiadott geográfiai szótárában így ír a faluról: „Szvinna, tót falu, Trencsén vmegyében, 380 kath., 3 zsidó lak. A lietavai uradalom birja.”
1909-ben Kisbercsényt csatolták hozzá. A trianoni békéig Trencsén vármegye Trencséni járásához tartozott.
A községben több mint 120 éves önkéntes tűzoltó egyesület, művészeti együttes és énekkar működik.

## Népessége
| Év:            | 1994. | 2004.   | 2014.   | 2024.   |
| -------------- | ----- | ------- | ------- | ------- |
| Emberek száma: | 1501  | 1516    | 1588    | 1594    |
| Eltérés:       |       | +0,99 % | +4,74 % | +0,37 % |

| Év:            | 2023. | 2024.   |
| -------------- | ----- | ------- |
| Emberek száma: | 1603  | 1594    |
| Eltérés:       |       | -0,56 % |

1880-ban Bercsény 414 lakosából 345 szlovák, 58 német anyanyelvű és 11 csecsemő; ebből 387 római katolikus, 18 zsidó és 9 evangélikus vallású volt. Kisbercsény (Malá Neporadza) 124 lakosából 94 szlovák, 28 német anyanyelvű és 2 csecsemő; ebből 113 római katolikus és 11 evangélikus volt.
1910-ben 728 lakosából 610 szlovák, 76 német, 38 magyar és 4 más anyanyelvű volt.
2001-ben 1515 lakosából 1492 szlovák volt.
2011-ben 1585 lakosából 1474 szlovák, 4 cseh, 2 magyar, 1 lengyel és 104 ismeretlen nemzetiségű volt.

## Neves személyek
- Itt hunyt el 1983-ban Ján Haranta szlovák költő és műfordító. A szlovák katolikus modernizmus képviselője.

## Nevezetességei
- A Szent Kereszt tiszteletére szentelt római katolikus temploma 1923-ban épült.